# Stein (Appenzell)
Stein (literalmente piedra) es una comuna suiza del cantón de Appenzell Rodas Exteriores, hizo parte del extinto distrito Hinterland. Limita al norte con la ciudad de San Galo (SG), al este con Teufen y Schlatt-Haslen (AI), esta última con la que también limita al sur, y al oeste con Hundwil y Herisau.
La localidad se encuentra entre San Galo y Hundwil. En 1748 Stein se separa de Hundwil, convirtiéndose en una comuna independiente.

## Sitios de interés
- El museo folclórico del cantón de Appenzell Rodas Exteriores tiene su sede en esta localidad. Este museo se podría decir es uno de los mayores atractivos de la comuna, éste atrae a cientos de turistas al año, además que en él están representadas las costumbres, los trajes típicos y hasta representaciones de escenas de la vida diaria del cantón.

- En la localidad también es posible visitar las fábricas del famoso queso Appenzeller, uno de los más apreciados y de los más exportados en toda Suiza.